# Jabuka

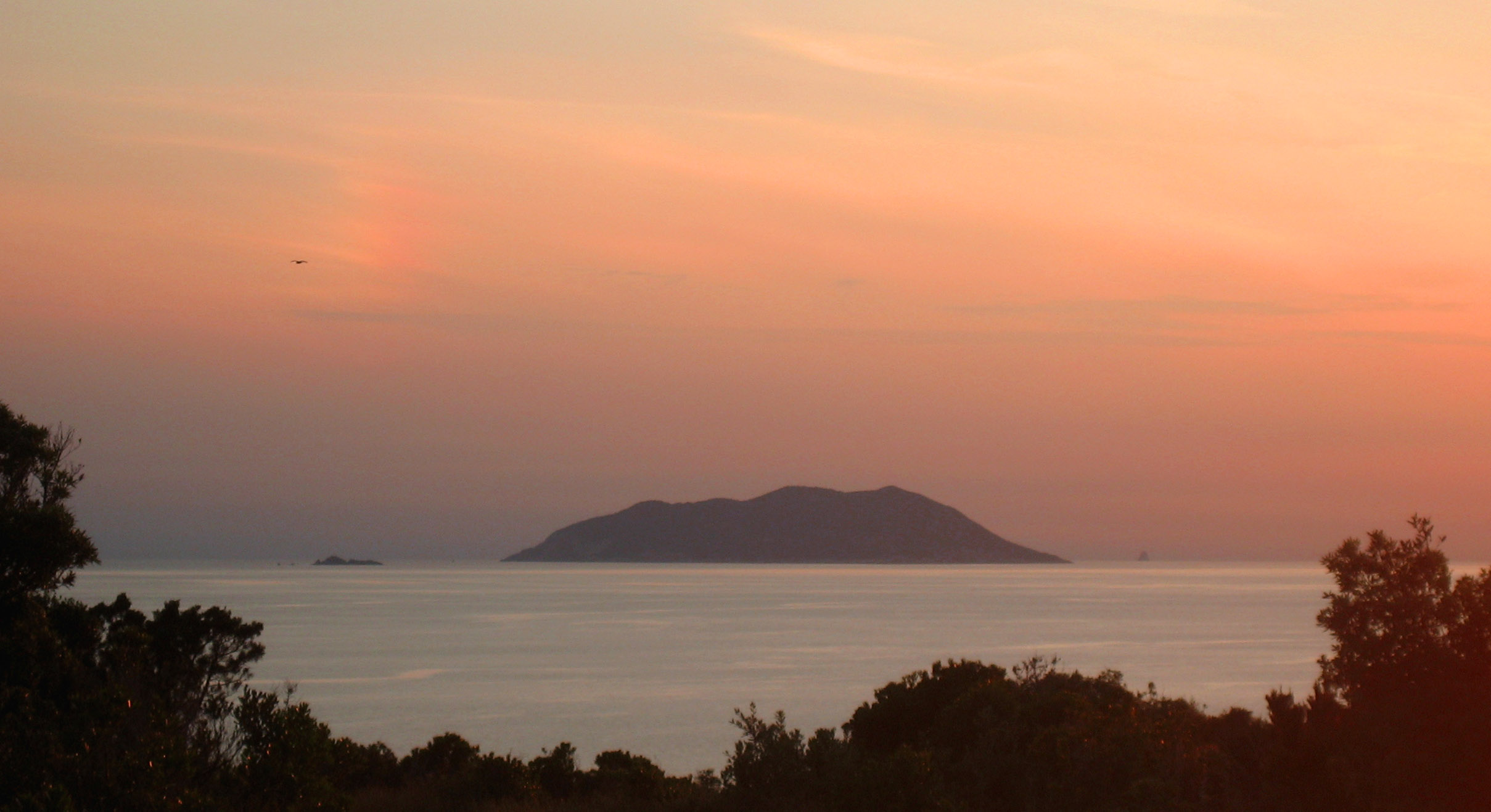
Jabuka är den lilla ön längst ut till höger. Den stora ön i mitten är Svetac och den lilla ön längst till vänster är Brusnik. Utsikt från Biševo.

Jabuka (kroatiska: "äpple") är en liten, vulkanisk, oåtkomlig ö i Adriatiska havet, tillhörande Kroatien. Ön består egentligen bara av en enda, 97 meter hög klippa, placerad mitt ute i havet, många kilometer från närmaste ö eller bebyggelse.
Jabuka ligger ungefär 100 kilometer söder om Split och 60 kilometer väster om den närmaste stora ön Vis.
Man kan inte komma till Jabuka utan egen båt.